# Rouphos (Toreut)
Rouphos (altgriechisch Ῥοῦφος) war ein antiker griechischer Toreut (Metallbearbeiter) aus Tarsos, der wohl um die Mitte des 2. bis frühen 3. Jahrhunderts tätig war.
Rouphos ist heute nur noch aufgrund einer Signatur in altgriechischer Sprache auf einer bronzenen Strigilis bekannt. Diese weist einen Rouphos als Hersteller aus. Das Hilfsmittel zur Hautreinigung wurde in einem Wagengrab der gallorömischen Kelten beim ungarischen Vajta, Komitat Fejér, gefunden. Mit Theodoros gibt es einen weiteren tarsischen Toreuten ähnlicher Zeitstellung. Die Signatur lautet:

## Einzelbelege
1. ↑  Supplementum Epigraphicum Graecum 29, 1979, Nr. 1058 (Digitalisat); H. W. Pleket, R. S. Stroud: Vajta. Signature of Rouphos from Tarsos on a strigil, mid 2nd/early 3rd cent A.D. In: Supplementum Epigraphicum Graecum 40, 1990, Nr. 920. (brillonline.com [abgerufen am 12. Juli 2021]).
2. ↑  IGPannonia 107 - PHI Greek Inscriptions. Abgerufen am 12. Juli 2021.

| Personendaten    | Personendaten               |
| ---------------- | --------------------------- |
| NAME             | Rouphos                     |
| ALTERNATIVNAMEN  | Ῥοῦφος (altgriechisch)      |
| KURZBESCHREIBUNG | antiker griechischer Toreut |
| GEBURTSDATUM     | 2. Jahrhundert              |
| STERBEDATUM      | 3. Jahrhundert              |